# Імеретинський сир
Імеретинський сир (груз. იმერული ყველი, імерулі квелі, груз. ჭყინტი ყველი — чкинті квелі) — молодий розсільний грузинський сир з регіону Імеретія, традиційний інгредієнт для хачапурі. Нарівні з сиром сулугуні імеретинський є найпоширенішим у Грузії. На два ці сорти припадає до 80 % усього виробленого в країні сиру.